# 왕중왕
왕중왕은 주로 중동과 인도 아대륙에 기반을 둔 군주들이 사용하던 통치 칭호였다. 이란(역사적으로 서양에서는 페르시아), 특히 아케메네스 제국과 사산 제국과 가장 일반적으로 연관되어 있지만, 이 칭호는 원래 중아시리아 제국 시절 투쿨티-닌우르타 1세(재위 BC 1233-1197)에 의해 도입되었으며 이후 앞서 언급한 페르시아, 여러 그리스 왕국, 인도, 아르메니아, 조지아 및 에티오피아를 비롯한 여러 왕국과 제국에서 사용되었다.
이 칭호는 일반적으로 황제와 동등한 지위로 여겨지며, 두 칭호 모두 사산 제국의 샤한샤를 자신들과 동등하게 여긴 후기 로마 및 동로마 황제들로부터 유래한 것으로 왕보다 위상이 높다. 샤한샤라는 칭호를 사용한 마지막 왕조인 이란의 팔라비 왕조(1925-1979)도 이 칭호를 '황제'와 동일하게 사용했다. 에티오피아 제국의 통치자들은 공식적으로 '황제'로 번역된 느구서 너거스트(문자 그대로 "왕중왕")라는 칭호를 사용했다. 술탄 중의 술탄은 왕중왕에 해당하는 술탄의 칭호이다.
유대교에서는 멜렉 말체이 하멜라침("왕중왕")이 유일신의 이름으로 사용되었다. "만왕의 왕"(고대 그리스어:  βασιλεὺς τῶν βασιλευόντων 바실레우스 톤 바실레우온톤[*])은 성경에서도 예수 그리스도와 관련하여 여러 번 사용되었으며, 특히 디모테오에게 보낸 첫째 편지와 요한묵시록에서 두 번이나 언급된다.

## 역사적 사용례

### 고대 인도
고대 인도에서는 산스크리트어로 된 라자디라자 및 마하라자디라자 같은 용어가 왕중왕 칭호를 사용하는 데 사용되었다. 이 단어들은 아이타레야 아란야카와 리그베다(BC 1700년경 – BC 1100년경)의 다른 부분에서도 나타난다.
굽타 제국의 군주들은 황제 칭호로 마하라자디라자를 사용했다.
10세기의 프라티하라 군주는 아리아바르타의 마하라자디라자라는 칭호를 가졌다.
팔라바 왕조, 팔라 제국 및 살라스탐바 왕조의 통치자들도 마하라자디라자 칭호를 사용했다.
비자야나가라 통치자들 역시 마하라자디라자 칭호를 사용했다.
왕중왕(라자디라자) 칭호는 쿠샨 제국의 통치자들 사이에서도 흔했다.

### 고대 메소포타미아

#### 아시리아와 바빌론

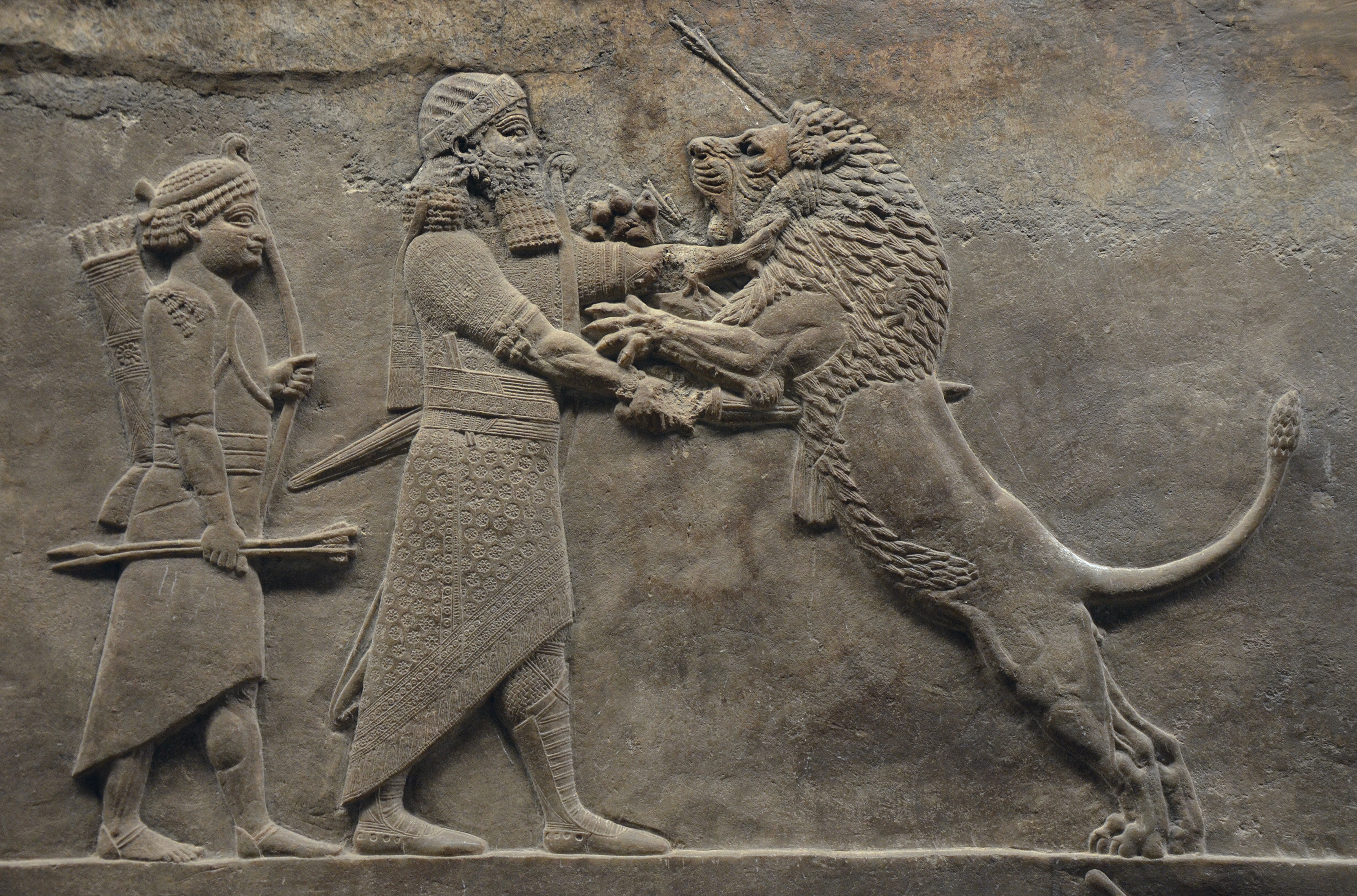
신아시리아 제국의 마지막 위대한 왕인 아슈르바니팔(사자를 목 졸라 죽이고 칼로 찌르는 모습)이 사용했던 여러 칭호 중 하나가 '왕중왕'이었다.

왕중왕 칭호는 아시리아의 왕 투쿨티-닌우르타 1세(BC 1233-1197년 재위)가 샤르 샤라니(šar šarrāni)로 처음 도입했다. 이 칭호는 샤르(šar)가 전통적으로 단순히 도시국가의 통치자를 의미했다는 점에서 문자적 의미를 지녔다. 중아시리아 제국이 형성되면서 아시리아 통치자들은 이미 존재하던 도시국가들의 왕권 위에 자신들을 왕으로 세워 문자 그대로 "왕중왕"이 되었다. 투쿨티-닌우르타의 통치 이후, 이 칭호는 아시리아와 바빌론의 군주들에 의해 가끔 사용되었다. 샤르 샤라니를 사용한 후기 아시리아 통치자로는 에사르하돈(재위 BC 681-669)과 아슈르바니팔(재위 BC 669-627)이 있다. 샤르 샤라니는 마지막 신바빌로니아 제국 왕인 나보니두스(재위 BC 556-539)의 여러 칭호 중 하나였다.
다양한 것들의 소유권을 주장하는 과장된 칭호들은 고대 메소포타미아 역사 전반에 걸쳐 흔했다. 예를 들어, 아슈르바니팔의 증조부인 사르곤 2세는 대왕, 강력한 왕, 우주의 왕, 아시리아의 왕, 바빌론의 왕, 수메르와 아카드의 왕이라는 완전한 칭호를 사용했다.

#### 우라르투와 메디아

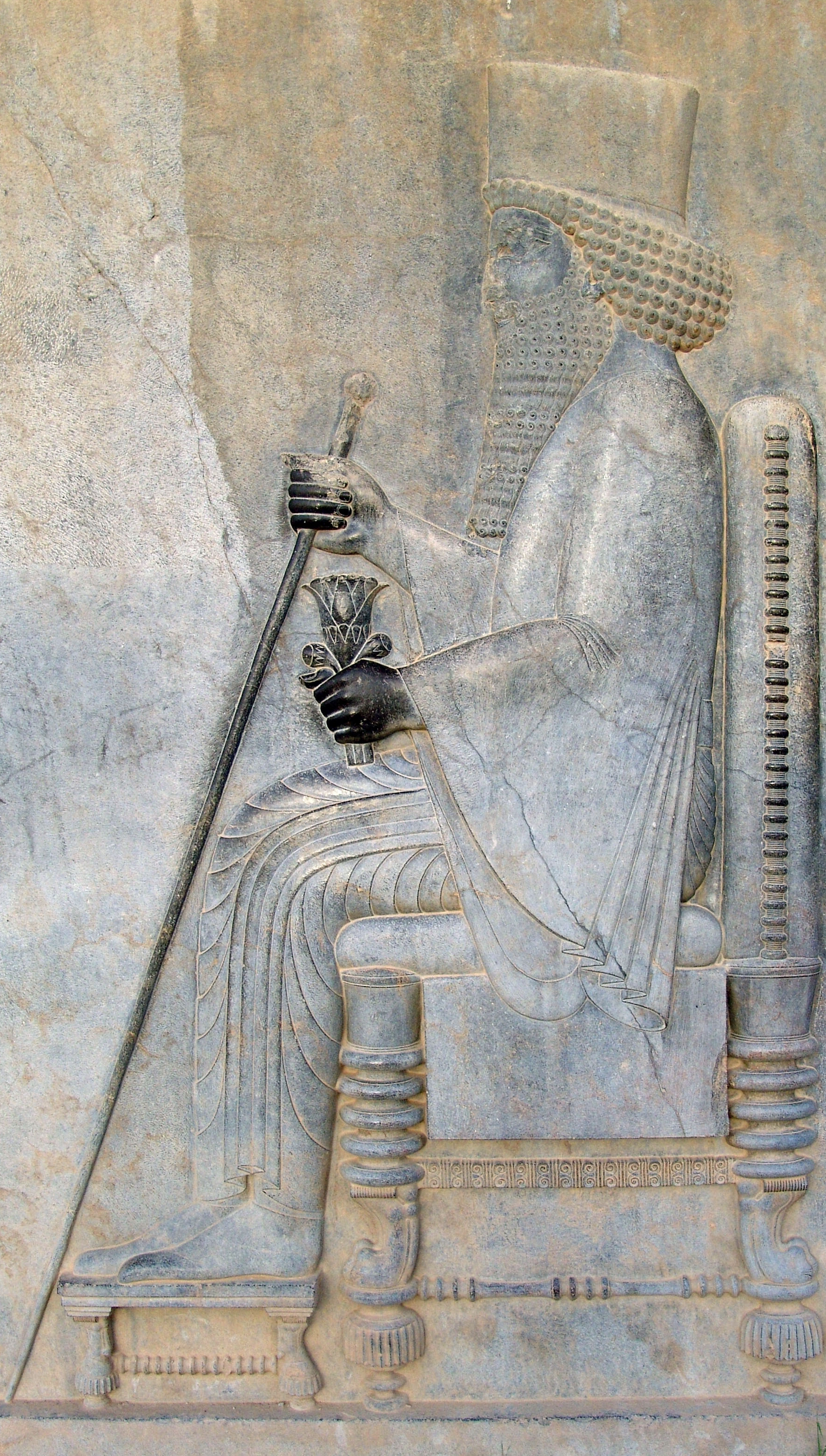
다리우스 대제(사진)와 같은 왕들이 '왕중왕' 칭호를 자주 사용했다. 다리우스의 전체 칭호는 대왕, 왕중왕, 페르시아의 왕, 나라들의 왕, 히스타페스 (다리우스 1세의 아버지)의 아들, 아르사메스의 손자, 아케메네스인이었다.

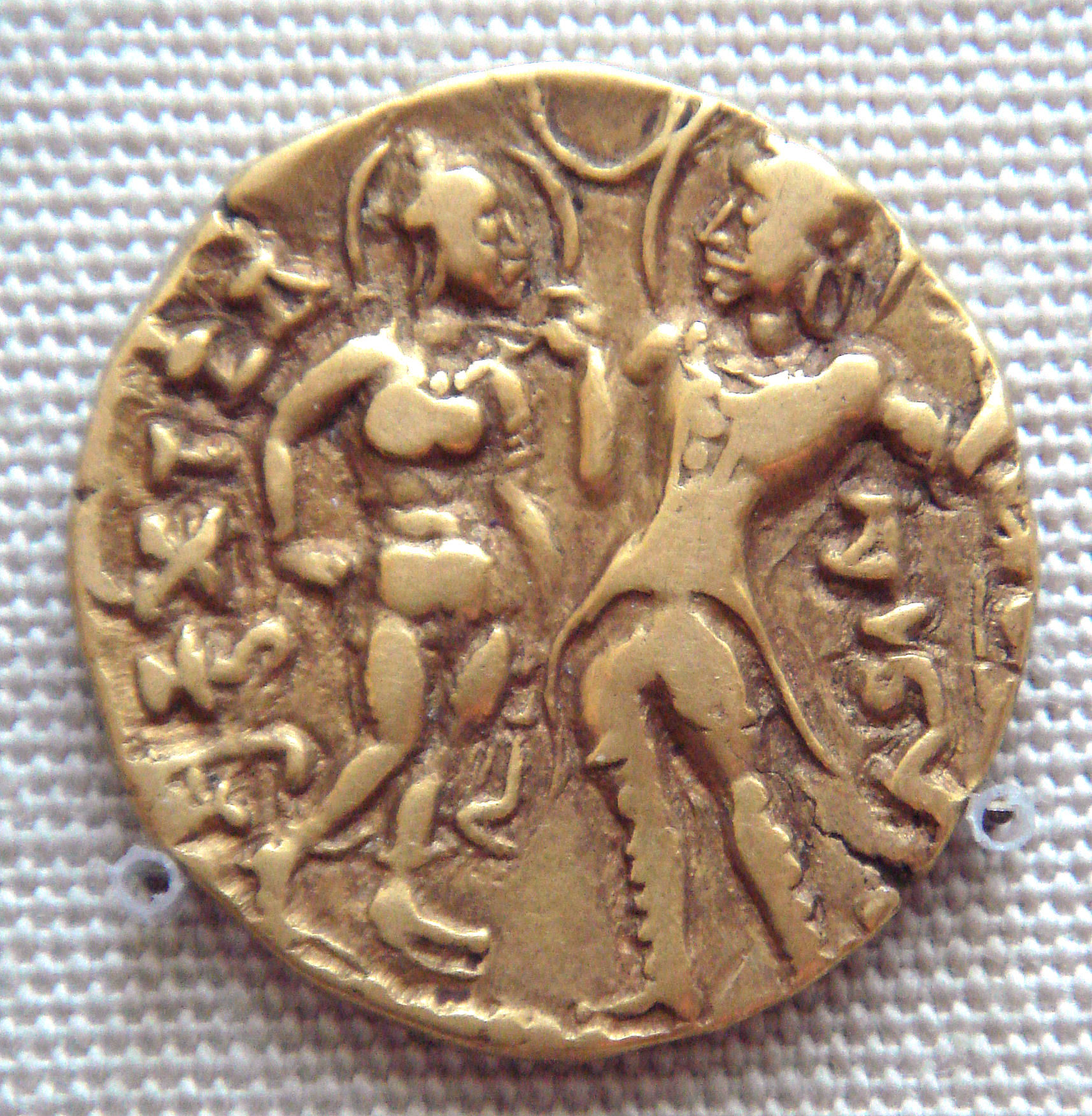
마하라자디라자, 즉 왕중왕으로 알려진 굽타 제국의 찬드라굽타 1세.

왕중왕 칭호는 우라르투 왕들의 비문에서 가끔 나타난다. 증거는 없지만, 메디아 제국의 통치자들도 이 칭호를 사용했을 가능성이 있다. 이는 메디아의 통치자들이 우라르투 및 메소포타미아의 다른 지역에서 많은 왕실 상징과 의례를 차용했기 때문이다. 아케메네스 제국의 페르시아어 형태인 흐샤야시야 흐샤야시야남은 메디아어 형태인데, 이는 아케메네스인들이 메소포타미아인들로부터가 아니라 메디아인들로부터 이 칭호를 가져왔을 수 있음을 시사한다.
투슈파 요새 근처의 요새에 있는 아시리아어 비문에는 우라르투의 사르두리 1세가 성벽의 건설자이자 왕중왕 칭호 소유자로 언급되어 있다.
이는 위대한 왕 루티프리의 아들이자 싸움을 두려워하지 않는 강력한 왕, 놀라운 목자, 반란군을 다스린 왕인 사르두리 왕의 비문이다. 나는 루티프리의 아들 사르두리이며, 왕중왕이자 모든 왕들의 조공을 받은 왕이다. 루티프리의 아들 사르두리가 말한다: 나는 이 돌 블록들을 알니우누 도시에서 가져왔다. 나는 이 벽을 지었다.— 우라르투의 사르두리 1세

### 이란

#### 아케메네스 제국

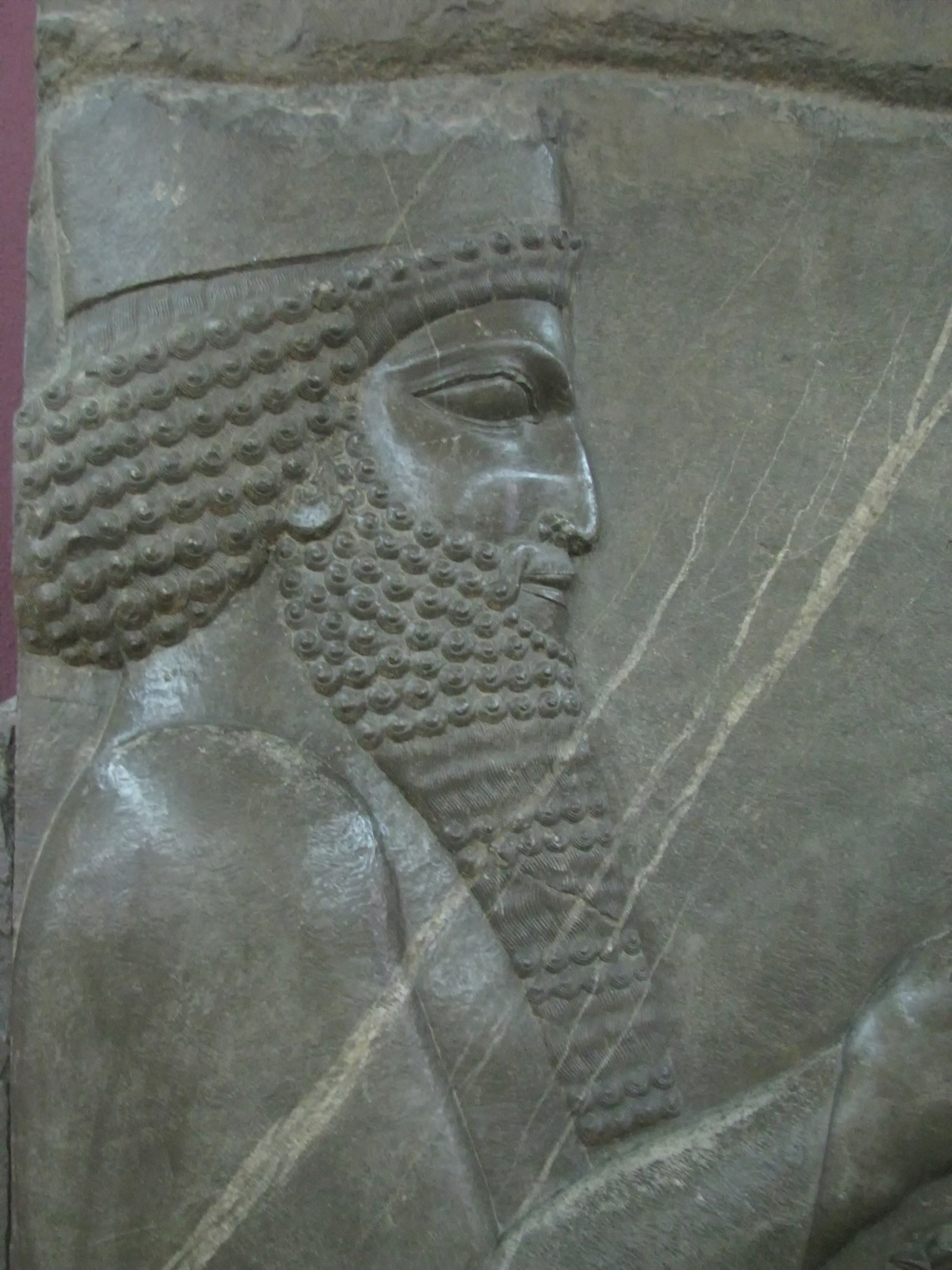
아케메네스 제국의 크세르크세스 1세는 자신을 대왕, 왕중왕, 여러 언어를 가진 지방의 왕, 멀고 가까운 이 위대한 땅의 왕, 아케메네스인 다리우스 왕의 아들이라고 칭했다.

BC 550년 메디아 제국이 멸망한 후 세워진 아케메네스 제국은 BC 6세기 동안 급속히 확장되었다. 소아시아와 리디아 왕국은 BC 546년에 정복되었고, 신바빌로니아 제국은 BC 539년에, 고대 이집트는 BC 525년에, 인더스강 지역은 BC 513년에 정복되었다. 아케메네스인들은 사트라프 행정 체제를 사용했는데, 이는 유연성과 아케메네스 왕들의 다소 자율적인 봉신들에 대한 관용 덕분에 성공을 보장했다. 이 체제에도 문제가 있었는데, 일부 지역은 싸움 없이 거의 완전히 자율적이 되었지만(리키아와 킬리키아처럼), 다른 지역에서는 반복적으로 반란과 분리 시도가 있었다. 이집트가 특히 두드러진 예시였는데, 아케메네스 권위에 자주 반란을 일으키고 자신들만의 파라오를 세우려 했다. 결국 패배했지만, BC 366-360년의 대사트라프 반란은 제국 내의 구조적 문제가 커지고 있음을 보여주었다.

아케메네스 왕들은 대왕과 나라들의 왕 등 다양한 칭호를 사용했지만, 아마도 가장 두드러진 칭호는 왕중왕(흐샤야시야 흐샤야시야남)이었다. 이는 모든 아케메네스 왕에게 기록되어 있다. 다리우스 1세의 전체 칭호는 "대왕, 왕중왕, 페르시아의 왕, 나라들의 왕, 히스타페스 (다리우스 1세의 아버지)의 아들, 아르사메스의 손자, 아케메네스인"이었다. 크세르크세스 1세의 아르메니아 도시 반(Van) 비문에는 다음과 같이 쓰여 있다.
나는 크세르크세스, 위대한 왕, 왕중왕, 많은 언어를 가진 지방의 왕, 멀고 가까운 이 위대한 땅의 왕, 아케메네스인 다리우스 왕의 아들이다.— 페르시아의 크세르크세스 1세

#### 파르티아 및 사산 제국

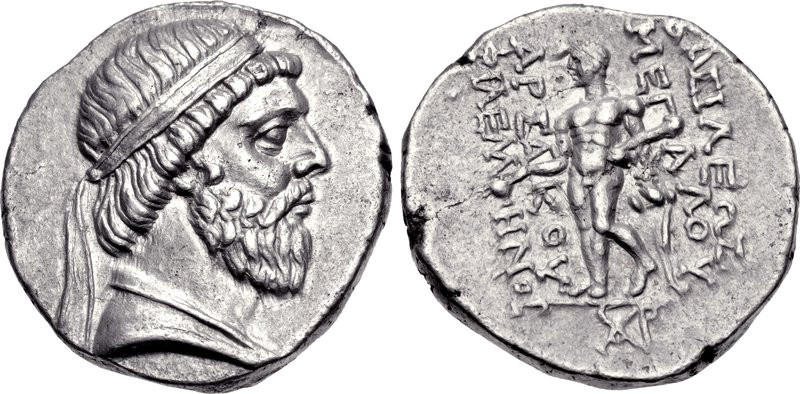
파르티아의 미트리다테스 1세(재위 BC 171–132)는 왕중왕 칭호를 사용한 최초의 포스트-아케메네스 이란 왕이었다. 그의 조카 미트리다테스 2세(재위 BC 124–88)의 통치부터 이 칭호는 서기 651년 사산 제국이 멸망할 때까지 일관되게 사용되었다.

파르티아 제국의 아르사케스 왕들의 바빌론 내 표준 왕실 칭호는 아르샤카 샤루("아르사케스 왕")였다. 동시대 바빌로니아인들이 샤르 샤라니(šar šarrāni)로 기록한 왕중왕 칭호는 파르티아의 미트리다테스 1세(재위 BC 171-132)가 처음 사용했지만, 그는 이를 자주 사용하지는 않았다. 이 칭호는 미트리다테스 1세의 조카인 파르티아의 미트리다테스 2세가 BC 111년에 채택한 이후부터 일관되게 사용되었고, 심지어 BC 91년까지는 자신의 주화에도 그리스어 BAΣIΛEΥΣ BAΣIΛEΩN으로 새겨 넣었다. 미트리다테스 2세와 그 후계자들이 이 칭호를 사용한 것은 고대 아케메네스 제국 칭호의 부활이 아니라(미트리다테스 2세가 메소포타미아를 정복한 거의 10년 후까지 사용되지 않았으므로) 실제로는 바빌로니아 서기들이 자신들의 조상들의 제국 칭호를 파르티아 왕들에게 부여한 것에서 비롯되었을 수 있다. 어떻게 칭호를 얻었든, 미트리다테스 2세는 아케메네스 전통의 후계자이자 복원자로 비춰지기 위한 의식적인 노력을 기울여, 왕관 (머리 장식)을 파르티아 주화의 일반적인 머리 장식으로 도입하고 옛 아케메네스 영토로 서쪽으로 여러 차례 원정을 떠났다.
칭호는 팔라비어와 파르티아어로 샤한샤(šāhān šāh)로 번역되었으며, 통치하던 아르사케스 왕조가 아르다시르 1세의 사산 왕조로 대체되어 사산 제국이 형성될 때까지 일관되게 사용되었다. 아르다시르 자신은 칭호의 새로운 변형인 "이란인의 샤한샤"(팔라비어: šāhān šāh ī ērān)를 도입했다. 아르다시르의 후계자인 샤푸르 1세는 또 다른 변형인 "이란인과 비이란인의 샤한샤"(팔라비어: šāhān šāh ī ērān ud anērān)를 도입했는데, 이는 아마도 샤푸르가 로마 제국을 상대로 승리(그 결과 새로운 비이란인 영토가 제국에 편입됨)한 후에야 채택된 것으로 보인다. 이 변형인 이란인과 비이란인의 샤한샤는 모든 후기 사산 왕들의 주화에 나타난다. 사산 제국의 마지막 샤한샤는 야즈데게르드 3세(재위 632-651 AD)였다. 그의 통치는 라시둔 칼리파국에 의한 페르시아의 패배와 정복으로 끝났고, 이로써 마지막 이슬람 이전의 이란 제국이 막을 내렸다. 야즈데게르드의 패배와 사산 제국의 멸망은 이란인들의 민족 감정에 큰 타격이었고, 이는 회복되는 데 오랜 시간이 걸렸다. 사산 제국을 복원하려는 시도가 당나라의 도움을 받아서까지 이루어졌지만, 이러한 시도는 실패했고 야즈데게르드의 후손들은 잊혀졌다. 샤한샤 칭호는 후대의 무슬림들에게 조로아스터교와 연관되어 "불경하다"는 비판을 받았다.

#### 부와이흐 왕조

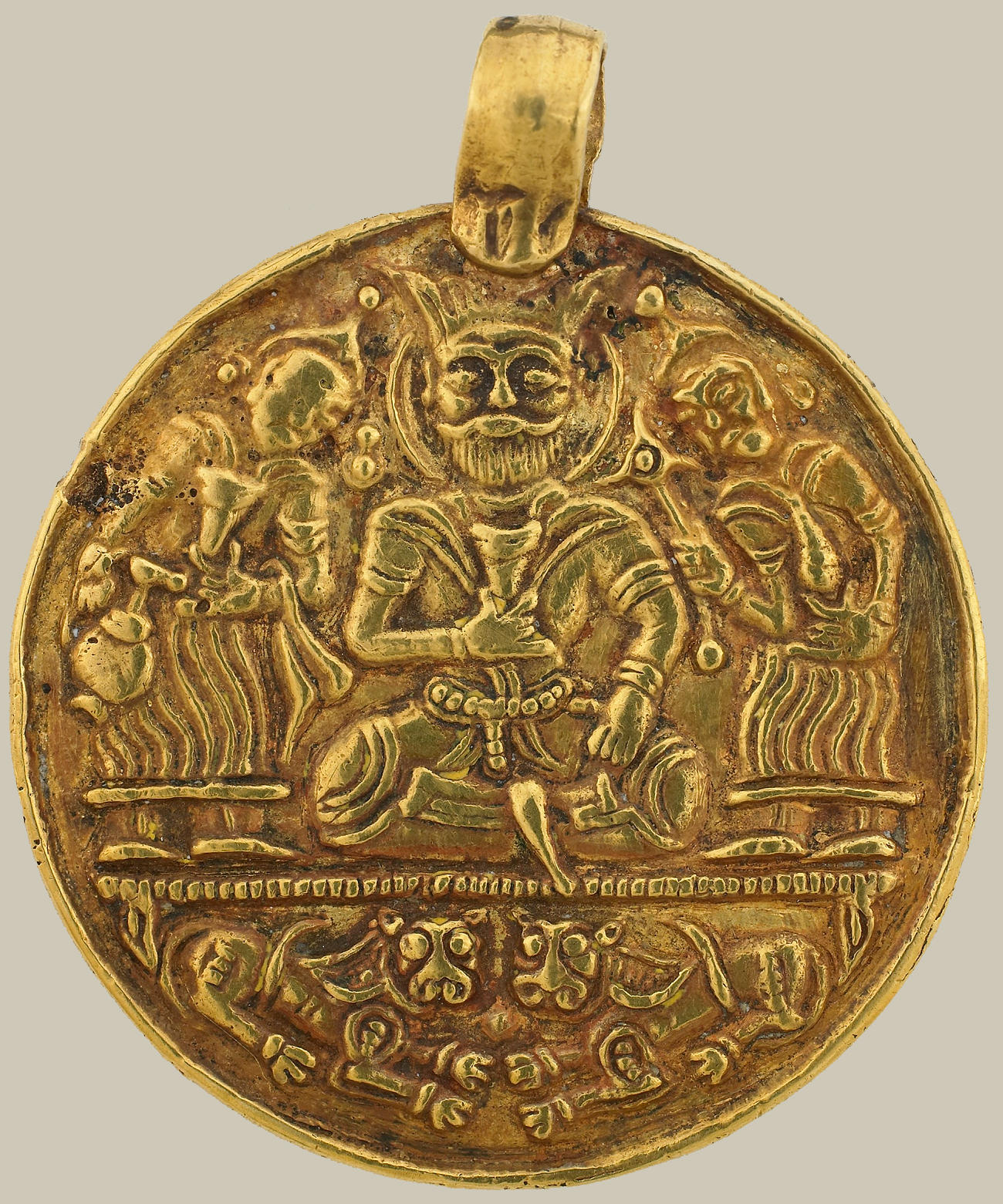
아두드 알다울라라는 라카브로 더 잘 알려진 파나 흐스로우는 사산 제국 멸망 3세기 이상 후인 978년에 이란에서 샤한샤 칭호를 부활시켰다.

사산 제국 멸망 후, 이란은 초기 칼리파국에 속했다. 9세기부터 이란의 일부는 상대적으로 수명이 짧은 이슬람 이란 왕조, 즉 사만 토후국과 사파르 토후국의 지배를 받았다. 아바스 칼리파국에 대한 이란인들의 불만은 흔했지만, 이 불만은 전면적인 반란보다는 옛 이란 전통과 새로운 아랍 전통을 결합한 종교적, 정치적 운동으로 나타났다. 새로운 왕조들은 옛 샤한샤들의 제국을 재건하는 데 아무런 관심이 없었던 것으로 보이며, 칼리프들의 종주권을 심각하게 의문시하지 않았고 아랍 문화를 적극적으로 장려했다. 사만 토후국과 사파르 토후국도 페르시아어 부활을 적극 장려했지만, 사만 토후국은 아바스 왕조의 충실한 지지자로 남았고, 사파르 토후국은 때때로 공공연히 반란을 일으켰음에도 불구하고 옛 이란의 정치 구조를 부활시키지는 않았다.
이란 다일람인 출신의 시아파 부와이흐 왕조는 934년에 옛 이란의 심장부 대부분을 통해 집권했다. 이전의 왕조들이 아미르들에 의해 통치되었고 강력한 아바스 칼리프들을 달래려 했던 것과 달리, 부와이흐 왕조는 사산 제국의 옛 상징과 관행을 의식적으로 부활시켰다. 다일람 지역은 사산 제국 멸망 이후 칼리파국에 저항했으며, 이란 전통에 기반을 둔 토착 이란 통치를 복원하려는 시도가 많았지만 성공적이지 못했다. 조로아스터교 신자이자 이란 민족주의자인 아스파르 이븐 시루야는 928년에 사만 토후국에 대항하여 반란을 일으켰고, 스스로 왕관을 쓰고 황금 옥좌를 세워 칼리프와 전쟁을 벌일 의도였다. 더 두드러지게는 지야르 왕조를 세운 마르다비즈도 조로아스터교 신자였으며 옛 제국을 복원하려 적극적으로 열망했다. 그는 아랍 제국을 파괴하고 이란 제국을 복원하겠다고 약속했다고 인용되었으며, 사산조 호스로 1세가 착용했던 것과 동일한 왕관을 자신을 위해 만들었다. 자신의 튀르크 군인들에게 살해당할 당시, 마르다비즈는 아바스 왕조의 수도인 바그다드로의 원정을 계획하고 있었다. 이후의 지야르 통치자들은 무슬림이었고 비슷한 시도를 하지 않았다.
마르다비즈 사망 후, 그의 군대 중 다수가 부와이흐 왕조의 창시자인 이마드 알다울라의 휘하로 들어갔다. 마침내 부와이흐 아미르 파나 흐스로우는 아두드 알다울라라는 라카브(명예로운 이름)로 더 잘 알려져 있으며, 978년에 반란을 일으킨 친척들을 물리치고 부와이흐 왕조의 유일한 통치자가 된 후 스스로 샤한샤를 선포했다. 그의 후계자들 중 모든 부와이흐 아미르국을 완전히 통제한 자들도 마찬가지로 자신들을 샤한샤라고 칭했다.
부와이흐 왕조의 내전 기간 동안 이 칭호는 중요해졌다. 1040년대에 피루즈 흐스로우(자랄 알다울라의 라카브) 군대의 상당 부분이 반란을 일으켜 다른 부와이흐 아미르 아부 칼리자르를 왕조 전체의 통치자로 옹립하고자 했을 때, 그들은 그의 이름으로 주화를 발행했는데, 한 면에는 통치하는 칼리프(알카임 (바그다드의 아바스 칼리프))의 이름이, 다른 면에는 "알말리크 알아딜 샤한샤"라는 비문이 새겨져 있었다. 평화 협상을 논의할 때 아부 칼리자르는 자랄에게 편지에서 샤한샤 칭호로 주소를 보냈다.
아부 칼리자르와 자랄 알다울라 간의 싸움이 재개되었을 때, 자랄은 칼리자르에 대한 자신의 우월성을 주장하기 위해 칼리프 알카임에게 샤한샤 칭호 사용을 공식적으로 신청했는데, 이는 부와이흐 통치자 중 처음이었다. 칼리프가 동의했을 것으로 추정되지만(칭호가 나중에 사용되었으므로), 자랄이 모스크에서 이를 사용하자 불경하다는 비난이 쏟아졌다. 이후 이 문제는 칼리프가 소집한 법학자 회의에 회부되었다. 일부는 반대했지만, 회의 전체는 알말리크 알아딜 샤한샤의 사용이 합법적이라고 판결했다.

### 헬레니즘 세계

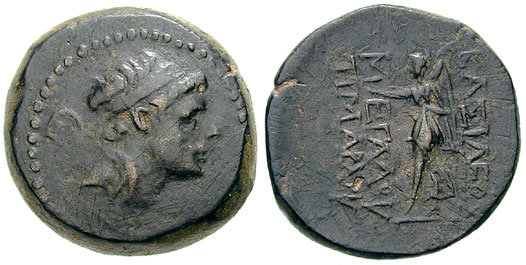
헬레니즘 셀레우코스 제국의 통치자들은 종종 옛 페르시아 칭호와 명예를 사용했지만, 참칭자 티마르쿠스는 셀레우코스 통치자가 "왕중왕" 칭호를 사용한 몇 안 되는 구체적인 사례 중 하나이다.

알렉산드로스 대왕의 정복으로 아케메네스 제국이 종식되었고, 이후 알렉산드로스 제국이 분할되면서 셀레우코스 왕조가 옛 아케메네스 왕조와 관련된 영토를 상속받았다. 알렉산드로스 자신은 옛 페르시아 왕실 칭호를 사용하지 않고 대신 "아시아의 왕"(βασιλεὺς τῆς Ἀσίας)이라는 새로운 칭호를 사용했지만, 셀레우코스 제국의 군주들은 점차 페르시아 정치 체제에 자신들을 맞추었다. 대부분의 셀레우코스 왕들의 공식 칭호는 "대왕"이었는데, 이는 아시리아 기원의 칭호인 "왕중왕"처럼 아케메네스 통치자들이 자주 사용했으며, 소유자가 다른 통치자들에 대한 우월성을 보여주기 위함이었다. "대왕"은 안티오코스 1세 소테르의 보르시파 실린더와 안티오코스 3세 메가스의 통치 기간 내내 두드러지게 증명된다.
셀레우코스 제국 후기에는 제국이 통제하는 영토가 초기 셀레우코스 왕들의 통치 기간보다 훨씬 작았음에도 불구하고 "왕중왕" 칭호가 부활했다. 이 칭호는 셀레우코스 왕과 관련하여 매우 잘 알려져 있었던 것이 분명하며, 참칭자 티마르쿠스(활동 BC 163-160)는 자신을 "왕중왕"이라고 칭했으며, 이 칭호는 제국 밖의 문헌에서도 논의되었다. 일부 비셀레우코스 통치자들도 이 칭호를 스스로 사용했는데, 특히 폰토스 왕국에서 두드러지게 사용되었다(미트리다테스 6세 메가스 하에서 특히 두드러졌다). 파르나케스 2세는 비문과 왕실 주화에서 왕중왕으로 나타났고, 미트리다테스 에우파토르도 비문에서 왕중왕으로 나타났다.
셀레우코스 시대의 용법은 이 칭호가 더 이상 다른 왕들의 완전한 봉신화를 의미하는 것이 아니라 종주권 인정을 의미했음을 시사할 수 있다(당시 셀레우코스인들은 봉신들의 충성심을 급속히 잃고 있었으므로).
프톨레마이오스 왕국에서 프톨레마이오스 15세 필로파토르 필로메토르 카이사르는 알렉산드리아 증여에서 "왕중왕"으로 선포되었다.

### 아르메니아

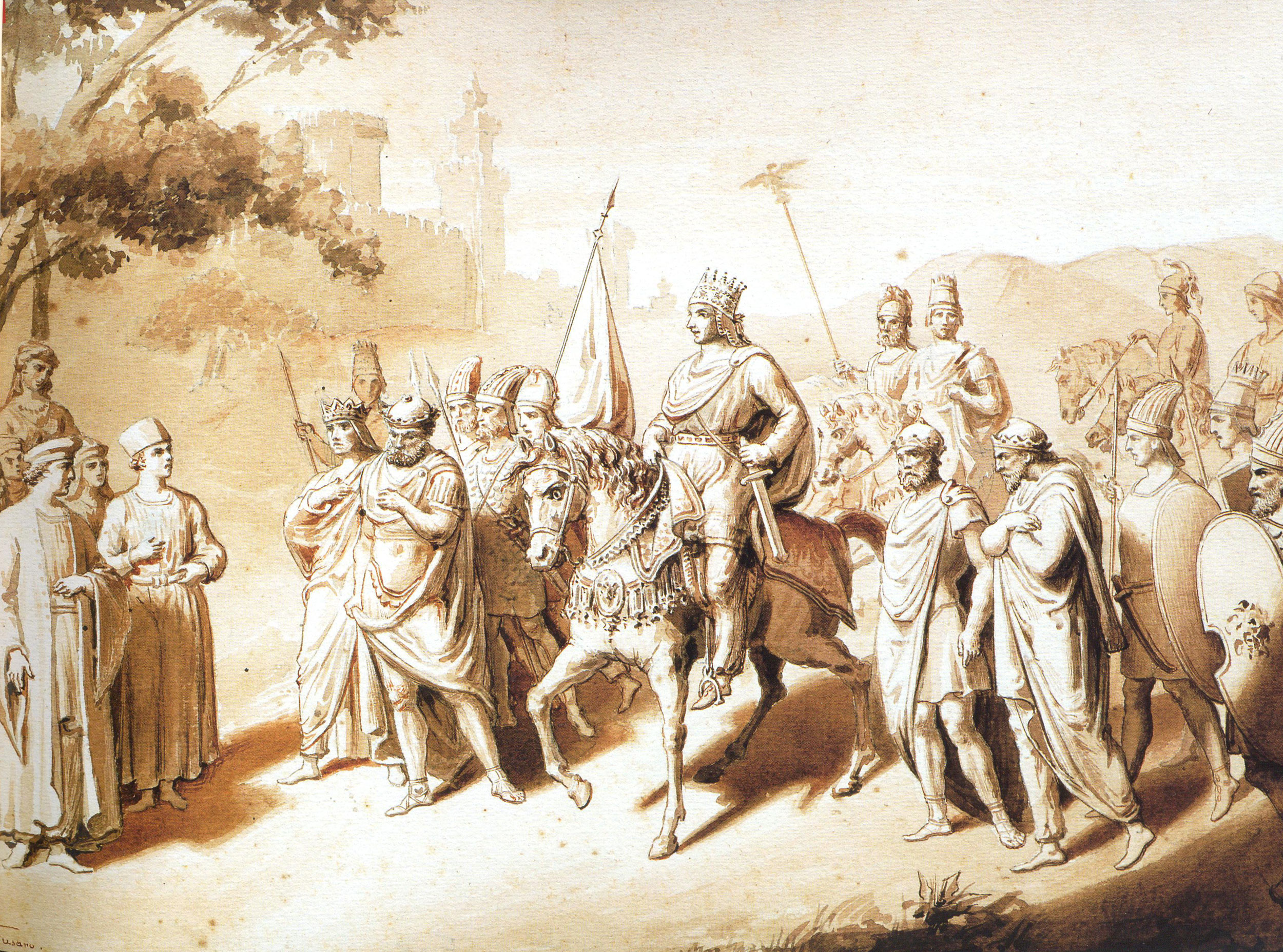
4명의 봉신 왕들에게 둘러싸인 아르메니아의 왕중왕 티그라네스 2세

미트리다테스 2세 휘하의 파르티아 제국이 BC 105년에 아르메니아를 패배시킨 후, 아르메니아 왕위 계승자인 티그라네스 2세는 인질로 잡혀 파르티아 궁정에서 지내다가 BC 95년에 자유를 얻기 위해 "70개의 계곡"(아트로파테네 지역)을 내주고 아르메니아 왕위에 올랐다. 티그라네스는 BC 1세기 짧은 기간 동안 자신이 건설한 중동에서 가장 강력한 제국을 다스렸다. BC 83년에 시리아를 정복한 후, 티그라네스는 왕중왕 칭호를 사용했다. 바그라투니 왕조의 아르메니아 왕들은 아르메니아의 아쇼트 3세 재위 기간인 953-977년부터 왕조가 1064년에 끝날 때까지 페르시아어 샤한샤로 번역되는 칭호를 부활시켰다.

### 조지아
왕중왕 칭호는 조지아 왕국의 다비트 4세(재위 1089-1125)에 의해 부활되었으며, 조지아어로 메페트 메페로 표기되었다. 타마르 (조지아)와 같은 이후 모든 조지아 군주들은 이 칭호를 사용하여 모든 조지아 공국, 봉신 및 조공국에 대한 자신들의 통치를 설명했다. 그들의 칭호 사용은 아마도 고대 페르시아 칭호에서 유래했을 것이다.

### 팔미라
서기 262년 샤푸르 1세의 샤한샤에게 빼앗겼던 영토에 대한 로마의 통제권을 회복한 사산 제국에 대한 성공적인 원정 후, 팔미라 시의 통치자 오다에나투스는 팔미라 왕국을 세웠다. 로마의 봉신이었음에도 불구하고 오다에나투스는 Mlk Mlk dy Mdnh (왕중왕이자 동방의 교정자) 칭호를 사용했다. 오다에나투스의 아들 헤로디아누스(하이란 1세)는 그의 공동 군주로 추앙받았고, 그에게도 왕중왕 칭호가 주어졌다. 이 칭호의 사용은 팔미라 왕국이 거의 끝날 무렵 비슷한 영토를 통제했던 헬레니즘 셀레우코스 제국의 합법적인 후계 국가임을 선포함으로써 정당화되었을 것이다. 헤로디아누스는 마지막 셀레우코스 수도였던 안티오키아에서 왕위에 올랐다.
오다에나투스와 헤로디아누스 모두 사망한 후 오다에나투스의 둘째 아들이자 후계자인 바발라투스와 그의 어머니 제노비아는 같은 칭호를 사용했지만, 곧 이를 포기하고 로마의 아우구스투스 (칭호)("황제")와 아우구스타 (명예 칭호)("황후")를 각각 택했다.

### 에티오피아
왕중왕 칭호는 셈브루테스(서기 250년경) 재위 이후 악숨 왕국의 통치자들에 의해 사용되었다. 1270년부터 1974년까지 존재했던 에티오피아 제국의 통치자들 또한 느구서 너거스트(Nəgusä Nägäst) 칭호를 사용했는데, 이는 때때로 "왕국의 왕"으로 번역되기도 하지만 대부분 "왕중왕"과 동일시되며 공식적으로는 황제로 번역되었다. 에티오피아 황제들은 제국 역사 내내 문자 그대로 "왕중왕"이었으며, 지역 영주들은 느구스("왕") 칭호를 사용했다. 그러나 이 관행은 하일레 셀라시에(재위 1930-1974)에 의해 종료되었는데, 그는 다소 역설적으로 느구서 너거스트 칭호를 계속 유지했다.

### 참파
7세기부터 15세기까지, 현재의 베트남 중부 지방에 3세기부터 1832년까지 존재했던 참파의 참족 연합의 위대한 통치자들은 라자디라자(왕중왕) 및 푸 포 타나 라야(왕중왕) 칭호를 사용했다. 그러나 비크란타바르만 2세와 같은 일부는 라자디라자 대신 마하라자디라자(위대한 왕중왕) 칭호를 사용했다. 분권화 이전 참파의 초기 왕들은 바드라바르만 1세(재위 380-413)와 같은 마하라자(위대한 왕) 또는 칸다르파다르마(재위 629-640)가 사용했던 참파프리트비부즈(참파 땅의 영주)와 같은 여러 다른 칭호로 자신들을 칭했다.

## 여성형 및 용법
"왕중왕"의 여성형은 "여왕 중의 여왕"이지만, 일부 여성 군주들은 "왕 중의 여왕" 칭호를 사용하기도 했고, 다른 이들은 단순히 남성 칭호인 "왕 중의 왕"을 사용하기도 했다.

### 왕 중의 왕
- 알루파 왕조에서 여성 군주인 발라마하데비(Ballamahadevi)는 남성 칭호인 마하라자디라자("위대한 왕중왕")를 사용했다.[57]
- 바우마-카라 왕조에서 여성 군주인 트리부바나 마하데비 3세(Tribhuvana Mahadevi III), 단디 마하데비(Dandi Mahadevi), 다르마 마하데비(Dharma Mahadevi)는 여성 칭호인 파라메스바리(paramesvari)와 함께 남성 칭호인 마하라자디라자("위대한 왕중왕")를 사용했다.[58][59][60]
- 조지아 왕국의 타마르 (조지아)는 메페타-메페("왕 중의 왕")와 데도팔타-데도팔리("여왕 중의 여왕") 칭호를 모두 사용했다.[61]

### 왕 중의 여왕
- 프톨레마이오스 왕국에서 클레오파트라 7세는 알렉산드리아 증여에서 "왕 중의 여왕"으로 선포되었다.[47]
- 에티오피아 제국에서 자우디투의 황후-섭정으로서의 칭호는 느그스타 너가스트("왕 중의 여왕")였다. 이 칭호는 남성 황제의 칭호인 느구서 너거스트("왕중왕")와 황후의 칭호인 이테게와는 다르다.

### 여왕 중의 여왕
- 이란 제국에서는 반비슈난 반비슈("여왕 중의 여왕")라는 칭호가 있었는데, 이는 샤한샤("왕중왕") 칭호에 해당하며 반비슈(bānbishn)로 축약되었다. 파르티아의 무사, 푸란도흐트, 아자르미도흐트는 샤한샤와 동등한 지위의 여성 군주였다.
- 어머니 타마르와 마찬가지로, 조지아의 군주 조지아의 루수단은 "여왕 중의 여왕" 칭호를 사용했다.[62]
- 조지아 문서에 따르면 "여왕 중의 여왕" 칭호는 카르틀리 왕국과 카헤티 왕국의 여왕들에게 사용되었다.[63]
- 겔라티 수도원의 벽화에 따르면 데도팔타-데도팔리("여왕 중의 여왕") 칭호는 이메레티 왕국의 여왕들에게 사용되었다.[64]
- 마하라니아디라니("위대한 여왕 중의 여왕") 칭호는 마하라자디라자의 여성형으로, 라지 다르방가의 카메시와르 싱의 미망인 캄 순다리(Kam Sundari)에게 사용되었다.[65]
- 룸 술탄국의 카이흐스로 2세의 왕비인 구르주 하툰은 말리카트 알-말리카트("여왕 중의 여왕") 칭호를 가졌다.[66]
- 오스만 술탄 쉴레이만 1세의 왕비인 휘렘 술탄은 칙령에서 말리카트 엘-말리카트("여왕 중의 여왕")로 지칭되었다.[67]

## 종교적 사용례

### 유대교
유대교에서는 멜렉 말체이 하멜라침("왕중왕 중의 왕")이 하느님의 이름으로 사용되었는데, 이는 이중 최상급을 사용하여 성경에 언급된 바빌론과 페르시아 왕들의 왕실 칭호보다 한 단계 더 높은 칭호를 부여한 것이다.

### 기독교

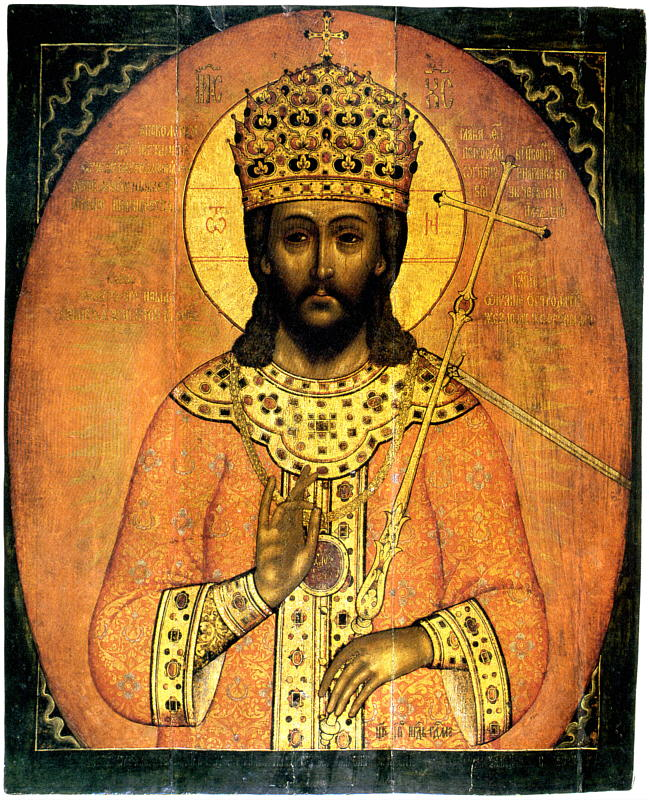
무롬의 1690년 러시아 이콘에 묘사된 왕중왕 그리스도

"왕중왕"(βασιλεὺς τῶν βασιλευόντων)은 신약성경에서 예수 그리스도를 지칭하는 데 사용되는데: 디모테오에게 보낸 첫째 편지(6:15)에 한 번, 요한의 묵시록(17:14, 19:11-16)에 두 번 언급된다.
이는 하나님께서 정하신 때에 나타나게 하시리니, 지극히 복되시고 유일하신 주권자이시며 왕중왕이시요 주들의 주이신 그분이 그렇게 하실 것이다.— 디모테오에게 보낸 첫째 편지 6:15

"그들이 어린양과 싸우려니와 어린양은 주들의 주시요 왕중왕이시므로 그들을 이기실 터이요, 또 그와 함께 있는 자들 곧 부르심을 받고 택하심을 받은 충성된 자들도 이기리라."— 요한의 묵시록 17:14

또 내가 하늘이 열린 것을 보니, 보라 백마와 그 위에 탄 자가 있으니 그 이름은 충신과 진실이라. 그가 의로 심판하며 싸우더라. 그의 눈은 불꽃 같고 그 머리에는 많은 왕관이 있고 또 이름 쓴 것이 하나 있으니 자기밖에 아는 자가 없고... 또 그 옷과 그 허벅지에 이름 쓴 것이 있으니 "왕중왕, 주들의 주"라 하더라.— 요한의 묵시록 19:11–12, 16

일부 기독교 왕국(조지아, 아르메니아 및 에티오피아)은 이 칭호를 사용했으며, 팔레올로고스 왕조 시대 동로마 황제들의 모토의 일부였다. Βασιλεὺς Βασιλέων Βασιλεύων Βασιλευόντων(바실레우스 바실레온, 바실레우온 바실레우온톤, 문자 그대로 "왕중왕, 다스리는 자들을 다스리는 자"). 동로마 제국에서 Βασιλεὺς(바실레우스)라는 단어는 고대에 "왕"을 의미했지만 대신 "황제"를 의미하게 되었다. 동로마 통치자들은 라틴어를 사용할 때 "바실레우스"를 "임페라토르"로 번역했으며, 다른 왕들은 라틴어 렉스(rex)의 헬레니즘화된 형태인 rēx 또는 rēgas(ρήξ, ρήγας)라고 불렀다. 따라서 동로마 제국에서 Βασιλεὺς Βασιλέων은 "황제 중의 황제"를 의미했을 것이다. 동로마 황제들은 자신들과 동등하다고 여긴 두 외국 통치자, 즉 악숨 국왕들과 사산 제국의 샤한샤들에게만 바실레우스 칭호를 부여했으며, 이는 서방의 관점에서 "왕중왕"이 "황제"의 지위와 동등하다는 인식을 낳았다.

### 이슬람
서기 651년 사산 제국이 멸망한 후, 샤한샤 칭호는 이슬람 세계에서 엄하게 비판받았다. 페르시아에서 시아파 부와이흐 왕조가 샤한샤 칭호를 채택하는 것은 법학자 단체가 그 합법성에 동의해야 할 정도로 문제가 많았으며, 이 칭호 자체(왕중왕과 페르시아어 변형인 샤한샤 모두)는 수니파 하디스에서 비난받았는데, 대표적인 예는 사히 알-부하리 73권 하디스 224번과 225번이다.
알라의 사도가 말했다, "부활의 날에 알라의 눈에 가장 끔찍한 이름은 (그 이름이) 자신을 말리크 알-암락(왕중왕)이라고 부르는 사람의 이름일 것이다."— 사히 알-부하리 73권 하디스 224번

선지자가 말했다, "알라의 눈에 가장 끔찍한 (비열한) 이름은." 수피안은 여러 번 말했다, "알라의 눈에 가장 끔찍한 (비열한) 이름은 자신을 왕중왕이라고 부르는 사람의 이름이다." 수피안은 말했다, "다른 사람(즉, 아부 아즈-지나드가 아닌 다른 부차 서술자)은 다음과 같이 말한다: '왕중왕'은 '샤한샤'를 의미한다."— 사히 알-부하리 73권 하디스 225번

이슬람 세계 내에서 칭호에 대한 비난은 오직 하나님만이 왕이라는 개념이 초기 이슬람에서 두드러졌기 때문일 수 있다. 세속적인 왕권에 반대하여 "왕중왕"의 사용은 불쾌하고 신성모독적인 것으로 간주되었다.

## 현대적 사용례

### 이란
1062년 부와이흐 왕조가 멸망한 후, 샤한샤 칭호는 근대까지 이란 통치자들에 의해 간헐적으로 사용되었다. 샤힌샤(Shahinshah)로 표기된 이 칭호는 셀주크 제국의 두 번째 술탄인 알프 아르슬란(r. 1063-1072)의 일부 주화에 사용되었다.
이 칭호는 사파비 왕조의 창건자인 이스마일 1세(r. 1501-1524)에 의해 채택되었다. 1501년 타브리즈를 점령하자 이스마일은 스스로 이란의 샤이자 이란의 샤한샤를 선포했다. 샤한샤-에 이란(šāhanšāh-e Irān), 즉 이란 왕중왕이라는 용어는 사파비 시대와 그 이전 티무르 제국 시대(당시에는 사용되지 않음)에 풍부하게 증명된다. 이후 아프샤르 왕조의 창시자인 나디르 샤는 1739년에 인도의 무굴 제국의 무함마드 샤에 대한 자신의 우월성을 강조하기 위해 샤한샤(šāhanšāh) 칭호를 사용했다.
샤한샤 칭호는 카자르 왕조의 파탈리 샤 카자르(재위 1797-1834)에게도 증명된다. 파탈리의 통치는 호화로움과 정교한 궁정 의례로 유명했다. 1813/1814년 파탈리 초상화에는 "이것은 하늘에 사는 샤한샤의 초상화인가 / 아니면 태양의 떠오름과 달의 이미지인가?"라는 칭호가 있는 시가 포함되어 있다.
카자르 왕조는 1925년에 전복되었고, 팔라비 왕조로 대체되었다. 이 왕조의 두 통치자, 레자 샤 팔라비(재위 1925-1941)와 모하마드 레자 팔라비(재위 1941-1979)는 1979년 이란 혁명의 일환으로 전복되기 전까지 샤한샤 칭호를 사용했다. 모하마드 레자 팔라비는 당시 26년간 샤로 통치했지만, 1967년 10월 26일 테헤란에서 열린 호화로운 대관식에서야 샤한샤 칭호를 사용했다. 그는 당시까지 "칭호를 받을 자격이 없었다"고 스스로 생각했기 때문에 이 시점까지 기다렸다고 말했으며, 또한 "가난한 나라의 황제가 되는 것은 영광이 아니다"(당시 이란을 그렇게 보았음)라고 말한 것으로 기록되어 있다. 팔라비 망명 가문의 현 수장인 레자 팔라비 2세는 1980년 아버지 사망 후 21세의 나이에 상징적으로 스스로를 샤한샤로 선포했다.

### 리비아
2008년, 리비아 지도자 무아마르 알 카다피는 그해 8월 28일 200명 이상의 아프리카 부족 왕과 추장들이 그의 칭호 사용을 승인하며 "우리는 우리의 형제적 지도자를 '아프리카의 왕, 술탄, 왕자, 셰이크, 시장들의 왕'으로 인정하기로 결정했다"고 선언한 후 "왕중왕" 칭호를 받았다. 벵가지 시에서 열린 회의에서 카다피는 옥좌, 18세기 쿠란, 전통 의상, 타조알 등의 선물을 받았다. 같은 회의에서 카다피는 손님들에게 각국 정부에 압력을 가하여 아프리카 대륙의 통일 과정을 서두를 것을 촉구했다. 카다피는 회의 참석자들에게 "우리는 아프리카를 방어할 아프리카 군대를 원하고, 단일 아프리카 통화를 원하며, 아프리카 내에서 여행할 수 있는 단일 아프리카 여권을 원한다"고 말했다. 이 회의는 나중에 국제 언론에서 "기이한 의식"으로 언급되었다.

### 내용주
1. ↑  王中王, 아카드어: 𒈗𒊭𒈗𒈨𒌍 샤르 샤라니,[1] 고대 페르시아어: 𐏋 𐏐 𐏋𐎠𐎴𐎠𐎶 흐샤야시야 흐샤야시야남,[2] 페르시아어: شاهنشاه 샤한샤, 고대 그리스어: Βασιλεὺς Βασιλέων 바실레우스 바실레온[*],[3] 아르메니아어: արքայից արքա, 히브리어: מֶלֶךְ מְלָכִים 멜렉 멜라킴, 조지아어: მეფეთ მეფე 메페트 메페,[4] 산스크리트어: महाराजाधिराज 마하라자디라자, 히브리어: המלך של המלכים, 그으즈어: ንጉሠ ነገሥት 느구서 너거스트[5]
2. ↑  아두드 알다울라에 의해 이 칭호가 부활되었다는 것이 가장 일반적인 견해지만, 일부 부족한 증거는 이 칭호가 더 일찍, 아마도 알다울라의 아버지인 루크 알다울라나 삼촌인 이마드 알다울라에 의해 부와이흐 통치자들이 사용했을 수도 있음을 시사한다.[33]

### 참조주
1. 1 2  Handy 1994, 112쪽.
2. 1 2 3 4 5  King of kings in Media and Urartu.
3. 1 2 3  Olbrycht 2009, 165쪽.
4. ↑  Pinkerton 1811, 124쪽.
5. 1 2  Dejene 2007, 539쪽.
6. ↑  Yarshater 1989.
7. ↑  Atikal & Parthasarathy (tr.) 2004, 342쪽.
8. ↑  Mookerji 1914, 71쪽.
9. ↑  Singh, Upinder (2008). 《A History of Ancient and Early Medieval India: From the Stone Age to the 12th Century》 (영어). Pearson Education India. 485쪽. ISBN 978-81-317-1677-9. Gupta kings assumed imperial titles such as maharajadhiraja, parama-bhattaraka, and parameshvara.
10. ↑  André Wink (2002). 《Al-Hind: Early medieval India and the expansion of Islam, 7th-11th centuries》. BRILL. 284쪽. ISBN 978-0-391-04173-8.
11. ↑  Singh, U. B. (1998). 《Administrative System in India: Vedic Age to 1947》 (영어). APH Publishing. 66–72쪽. ISBN 978-81-7024-928-3.
12. ↑  Patil, Madhao P. (1999). 《Court Life Under the Vijayanagar Rulers》 (영어). B.R. Publishing Corporation. 200쪽. ISBN 978-81-7646-094-1. The Vijayanagar rulers assumed imperial titles such as 'Maharajadhiraj' and religious titles such as 'Rayarajguru', 'Maharajpujit' etc.
13. ↑  Curtis, Vesta Sarkhosh; Stewart, Sarah, 편집. (2010년 3월 24일). 《The Age of the Parthians》 (영어). Bloomsbury Publishing. 15쪽. ISBN 978-0-85771-018-5.
14. ↑  Dayal, Lakshmeshwar (1998). 《State and the People: Political History of Government in India : with Special Reference to Bihar》 (영어). Mittal Publications. 55쪽. ISBN 978-81-7099-702-3.
15. ↑  Karlsson 2017, 7쪽.
16. ↑  Karlsson 2017, 10쪽.
17. ↑  Oshima 2017, 655쪽.
18. ↑  Levin 2002, 362쪽.
19. ↑  Tušpa (Van).
20. ↑  Engels 2011, 20쪽.
21. ↑  Engels 2011, 21쪽.
22. ↑  DARIUS iv. Darius II.
23. ↑  Achaemenid Dynasty.
24. ↑  Cartwright 2018.
25. ↑  Daryaee 2012, 179쪽.
26. ↑  Schippmann 1986, 525–536쪽.
27. ↑  Shayegan 2011, 43쪽.
28. ↑  Shayegan 2011, 44쪽.
29. ↑  Yücel 2017, 331–344쪽.
30. ↑  Kia 2016, 284–285쪽.
31. 1 2  Madelung 1969, 84쪽.
32. 1 2  Amedroz 1905, 397쪽.
33. 1 2  Madelung 1969, 85쪽.
34. ↑  Goldschmidt 2002, 87쪽.
35. ↑  Madelung 1969, 86쪽.
36. 1 2  Madelung 1969, 87쪽.
37. ↑  Clawson & Rubin 2005, 19쪽.
38. ↑  Kabir 1964, 240쪽.
39. ↑  Amedroz 1905, 395쪽.
40. ↑  Amedroz 1905, 396쪽.
41. 1 2  Amedroz 1905, 398쪽.
42. ↑  Fredricksmeyer 2000, 136–166쪽.
43. ↑  Engels 2011, 27쪽.
44. 1 2 3  Engels 2011, 28쪽.
45. ↑  Kotansky 1994, 181쪽.
46. ↑  Pastor, Luis Ballesteros (2017년 1월 1일). 《Pharnaces II and his Title "King of Kings"》. 《Ancient West and East》.
47. 1 2  카시우스 디오, 로마사, 49권
48. ↑  Strabo, Geography.
49. ↑  Olbrycht 2009, 178쪽.
50. ↑  Greenwood 2011, 52쪽.
51. ↑  Dzagnidze 2018.
52. ↑  Vashalomidze 2007, 151쪽.
53. ↑  Hartmann 2001, 149, 176, 178쪽.
54. 1 2  Andrade 2013, 333쪽.
55. ↑  Ando 2012, 210쪽.
56. ↑  Kobishchanov 1979, 195쪽.
57. ↑  Eraly, Abraham (2011). 《The First Spring: The Golden Age of India》 (영어). Penguin Books India. 368쪽. ISBN 978-0-670-08478-4. the queen Ballamahadevi of the Alupa dynasty in southern Karnataka ruled for many years with the masculine title Maharajadhiraja.
58. ↑  Sahu, N. K. (1981). 《History of Orissa》 (영어). Nalanda. 125쪽. Tribhubana-mahadevi III, like her predecessor Prthvimahadevi, assumed imperial titles of Parama-bhattarika, Maharajadhiraja Paramesvari.
59. ↑  Sahu, N. K. (1981). 《History of Orissa》 (영어). Nalanda. 126쪽. Dandimahadevi assumed imperial title of Parama-mahesvari, Parama-bhattarika, Maharajadhiraja Paramesvari.
60. ↑  Sahu, N. K. (1981). 《History of Orissa》 (영어). Nalanda. 126쪽. She issued the Angul charter and Taltali charter both of which are undated. The first was issued during the reign of her husband and there she is described simply as Sri Dharma-mahadevi without any royal title. In Taltali plate, she is described as Parama-bhattarika-Maharajadhiraja Paramesvari.
61. ↑  Rayfield, Donald (2013년 2월 15일). 《Edge of Empires: A History of Georgia》 (영어). Reaktion Books. 109쪽. ISBN 978-1-78023-070-2. Despite Tamar's resistance, the marriage was celebrated immediately: luri was declared king (mepe), but Tamar as mepeta-mepe, dedopalta-dedopali (king of kings, queen of queens) remained the ruling monarch.
62. ↑  Monter, William (2012년 1월 24일). 《The Rise of Female Kings in Europe, 1300-1800》 (영어). Yale University Press. 14쪽. ISBN 978-0-300-17327-7.
63. ↑  Brosset, Marie-Félicité (1851). 〈Quatrième rapport.〉. 《Rapports sur un voyage archéologique dans la Géorgie et dans l'Arménie: exécuté en 1847-1848 sous les auspices du prince Vorontzof, leutenant du Caucase》 (프랑스어). St.-Pétersbourg: l'Académie impériale des sciences. 39–48쪽.
64. ↑  요스트 기퍼트 (편집.). “Gelati Academy of Sciences: The Fresco of the Royal Donators”. 《The Armazi Project》. 2023년 9월 28일에 원본 문서에서 보존된 문서. 2023년 9월 28일에 확인함.
65. ↑  “About Maharajadhiraja Kameshwar Singh Kalyani Foundation”. 《Maharajadhiraja Kameshwar Singh Kalyani Foundation》 (영어). 2025년 2월 2일에 확인함.
66. ↑  Shukurov, Rustam (2016년 5월 9일). 《The Byzantine Turks, 1204-1461》 (영어). BRILL. 203–204쪽. ISBN 978-90-04-30775-9.
67. ↑  Necipoğlu, Gülru, 편집. (1997년 8월 1일). 《Muqarnas: An Annual on the Visual Culture of the Islamic World》 (영어) 14. BRILL. 100쪽. ISBN 978-90-04-10872-1.
68. ↑  Gluck 2010, 78쪽.
69. ↑  Jesus As King of Kings.
70. ↑  Kazhdan 1991, 264쪽.
71. ↑  Morrisson 2013, 72쪽.
72. ↑  Chrysos 1978, 42쪽.
73. ↑  Sahih al-Bukhari Book 73 Hadith 224.
74. ↑  Sahih al-Bukhari Book 73 Hadith 225.
75. ↑  CNG, 208. Lot:462.
76. ↑  Lenczowski 1978, 79쪽.
77. ↑  Iranian Identity.
78. ↑  NĀDER SHAH.
79. ↑  The Court of Fath 'Ali Shah at the Nowrooz Salaam Ceremony.
80. ↑  Portrait of Fath Ali Shah Seated.
81. ↑  Saikal & Schnabel 2003, 9쪽.
82. ↑  National Geographic Magazine, 9쪽.
83. ↑  Goodspeed 2010.
84. ↑  Gaddafi named 'king of kings'.
85. ↑  Gaddafi: Africa's 'king of kings'.
86. ↑  Adebajo 2011.

### 참고 문헌
- Amedroz, H. F. (1905). 《The Assumption of the Title Shahanshah by Buwayhid Rulers》. 《The Numismatic Chronicle and Journal of the Royal Numismatic Society》 5. 393–399쪽. JSTOR 42662137.
- Ando, Clifford (2012). 《Imperial Rome AD 193 to 284: The Critical Century》. Edinburgh University Press.
- Andrade, Nathanael J. (2013). 《Syrian Identity in the Greco-Roman World》. Cambridge University Press. ISBN 978-1-107-01205-9.
- Atikal, Ilanko (2004). 《The Cilappatikāram: The Tale of an Anklet》. 번역 Parthasarathy, R. Penguin Books. ISBN 9780143031963.
- Chrysos, Evangelos K. (1978). 《The Title Βασιλευσ in Early Byzantine International Relations》. 《Dumbarton Oaks Papers》 32. 29–75쪽. doi:10.2307/1291418. JSTOR 1291418.
- Clawson, Patrick; Rubin, Michael (2005). 《Eternal Iran: continuity and chaos》. New York: Palgrave Macmillan. ISBN 978-1-4039-6276-8.
- Daryaee, Touraj (2012). 《The Oxford Handbook of Iranian History》. Oxford University Press. 1–432쪽. ISBN 978-0-19-987575-7. 2019년 2월 22일에 확인함.
- Dejene, Solomon (2007). 《Exploring Iddir: Toward Developing a Contextual Theology of Ethiopia》. 《Research in Ethiopian Studies: Selected Papers of the 16th International Conference of Ethiopian Studies》.
- Engels, David (2011). 〈Middle Eastern 'Feudalism' and Seleucid Dissolution〉.   K. Erickson; G. Ramsay. 《Seleucid Dissolution. The Sinking of the Anchor》. Wiesbaden: Harrassowitz. 19–36쪽. ISBN 978-3447065887. 2021년 6월 11일에 확인함.
- Fredricksmeyer, Ernst (2000).  Bosworth, A. B.; Baynham, E. J., 편집. 《Alexander the Great and the Kingship of Asia》. Alexander the Great in Fact and Fiction. Oxford University Press.
- Gluck, P. K. (2010). 《The Sovereignty of Kings and the Rule of Scientists: A Paradigm Conflict》 (PDF). The University of Michigan.
- Goldschmidt, Arthur (2002). 《A Concise History of the Middle East》 7판. Westview Press. ISBN 978-0813338859.
- Greenwood, Timothy (2011). 《The Emergence of the Bagratuni Kingdoms of Kars and Ani》. Mazda Publishers.
- Handy, Lowell K. (1994). 《Among the host of Heaven: the Syro-Palestinian pantheon as bureaucracy》. Eisenbrauns. ISBN 978-0931464843.
- Hartmann, Udo (2001). 《Das Palmyrenische Teilreich》. Franz Steiner Verlag. ISBN 978-3-515-07800-9.
- Kabir, Mafizullah (1964). 《The Buwayhid dynasty of Baghdad, 334/946–447/1055》. Calcutta: Iran Society.
- Karlsson, Mattias (2017). “Assyrian Royal Titulary in Babylonia”. S2CID 6128352.
- Kazhdan, Alexander (1991). 《Oxford Dictionary of Byzantium》. Oxford University Press. ISBN 978-0-19-504652-6.
- Kia, Mehrdad (2016). 《The Persian Empire: A Historical Encyclopedia》. [2 volumes]. ABC-CLIO. ISBN 978-1610693912.
- Kobishchanov, Yuri M. (1979). 《Axum》. University of Pennsylvania State Press. ISBN 978-0-271-00531-7.
- Kotansky, Roy (1994). 〈'King of Kings' on an Amulet from Pontus〉. 《Greek Magical Amulets》. 181–201쪽. doi:10.1007/978-3-663-20312-4_36. ISBN 978-3-663-19965-6.
- Lenczowski, George (1978). 《Iran under the Pahlavis》. Hoover Institution Press. ISBN 978-0817966416.
- Levin, Yigal (2002). 《Nimrod the Mighty, King of Kish, King of Sumer and Akkad》. 《Vetus Testamentum》 52. 350–366쪽. doi:10.1163/156853302760197494.
- Madelung, Wilferd (1969). 《The Assumption of the Title Shāhānshāh by the Būyids and "The Reign of the Daylam (Dawlat Al-Daylam)"》. 《Journal of Near Eastern Studies》 28. 84–108쪽. doi:10.1086/371995. JSTOR 543315. S2CID 159540778.
- Mookerji, Radha Kumud (1914). 《The Fundamental Unity of India (from Hindu Sources)》. Longmans, Green and Company. OCLC 561934377.
- Morrisson, Cécile (2013). 《Displaying the Emperor's Authority and Kharaktèr on the Marketplace》. Routledge. ISBN 978-1409436089.
- 《National Geographic》. 133권 3호. March 1968. 299쪽. |제목=이(가) 없거나 비었음 (도움말)
- Olbrycht, Marek (2009년 6월 22일). 〈Mithridates VI Eupator and Iran〉.   Hojte, Jakob Munk. 《Mithridates VI and the Pontic Kingdom》 (영어). Aarhus Universitetsforlag. ISBN 978-87-7934-655-0.
- Oshima, Takayoshi M. (2017). 〈Nebuchadnezzar's Madness (Daniel 4:30): Reminiscence of a Historical Event or a Legend?〉.   Baruchi-Unna, Amitai; Forti, Tova L.; Aḥituv, Shmuel; Ephʻal, Israel; Tigay, Jeffrey H. 《"Now it Happened in Those Days": Studies in Biblical, Assyrian, and Other Ancient Near Eastern Historiography Presented to Mordechai Cogan on His 75th Birthday》 (영어). Eisenbrauns. 645–675쪽. ISBN 978-1-57506-760-5.
- Pasricha, Ashu (1998). 《Encyclopaedia Eminent Thinkers (vol. 15: The Political Thought of C. Rajagopalachari)》. Concept Publishing. ISBN 9788180694950.
- Pinkerton, John (1811). 《A General Collection of the Best and Most Interesting Travels in all Parts of the World》.
- Saikal, Amin; Schnabel, Albrecht (2003). 《Democratization in the Middle East: Experiences, Struggles, Challenges》. United Nations University Press. ISBN 9789280810851.
- Shayegan, M. Rahim (2011). 《Arsacids and Sasanians: Political Ideology in Post-Hellenistic and Late Antique Persia》. Cambridge University Press. ISBN 9780521766418.
- Schippmann, K. (1986). 〈Arsacids ii. The Arsacid dynasty〉. 《Encyclopaedia Iranica, Vol. II, Fasc. 5》. 525–536쪽.
- Simonetta, Alberto M. (1966). 《Some remarks on the Arsacid coinage of the period 90-57 B.C》. 《The Numismatic Chronicle》 6. 15–40쪽. JSTOR 42665068.
- Sundermann, W. (1988). 〈BĀNBIŠN〉. 《Encyclopaedia Iranica, Vol. III, Fasc. 7》. London et al.: Routledge & Kegan Paul. 678–679쪽.
- Vashalomidze, G. Sophia (2007). 《Die Stellung der Frau im alten Georgien: georgische Geschlechterverhältnisse insbesondere während der Sasanidenzeit》. Otto Harrassowitz Verlag. ISBN 9783447054591.
- Yarshater, Ehsan (1989). 《Persia or Iran, Persian or Farsi》. 《Iranian Studies》 XXII. 2010년 10월 24일에 원본 문서에서 보존된 문서.
- Yücel, Muhammet (2017). 《A Unique Drachm Coin of Shapur I》. 《Iranian Studies》 50. 331–344쪽. doi:10.1080/00210862.2017.1303329. S2CID 164631548.

### 웹사이트
- “6 Bible Verses about Jesus As King of Kings”. 《bible.knowing-jesus.com》. 2019년 2월 20일에 확인함.
- Adebajo, Adekeye (2011). “Gaddafi: the man who would be king of Africa”. 《The Guardian》. 2019년 2월 20일에 확인함.
- “Achaemenid Dynasty”. 《iranicaonline.org》. 2015년 12월 3일에 원본 문서에서 보존된 문서. 2019년 2월 20일에 확인함.
- Cartwright, Mark (2018년 3월 12일). “Tushpa”. 《세계사 백과사전》. 2019년 2월 20일에 확인함.
- CNG. “208. Lot:462”. 《cngcoins.com》. Classical Numismatic Group. 2021년 5월 24일에 확인함. ISLAMIC, Seljuks. Great Seljuk. Muhammad Alp Arslan. AH 455–465 / AD 1063–1072. AV Dinar (22mm, 1.90 g, 7h). Herat mint. Dated AH 462 (AD 1069/70).
- “DARIUS iv. Darius II”. 《iranicaonline.org》. 2019년 2월 20일에 확인함.
- Dzagnidze, Baia (2018). “A Brief History of Georgia's Only Female King”. 《theculturetrip.com》. 2019년 2월 20일에 확인함.
- “Gaddafi: Africa's 'king of kings'”. BBC News. 2008년 8월 29일. 2019년 2월 20일에 확인함.
- “Gaddafi named 'king of kings'”. 《news24.com》. 2019년 2월 20일에 확인함.
- Goodspeed, Peter (2010). “It is my duty”. 《rezapahlavi.org》. 2013년 10월 2일에 원본 문서에서 보존된 문서. 2019년 2월 21일에 확인함.
- “IRANIAN IDENTITY iii. MEDIEVAL ISLAMIC PERIOD”. 《iranicaonline.org》. 2019년 2월 23일에 확인함.
- “King of kings in Media and Urartu”. 《melammu-project.eu》. 2019년 2월 19일에 확인함.
- Kiunguyu, Kylie (2018). “Empress Zewditu: Ethiopia's First female head of State”. 《thisisafrica.me》. 2019년 4월 23일에 원본 문서에서 보존된 문서. 2019년 2월 21일에 확인함.
- “NĀDER SHAH”. 《iranicaonline.org》. 2019년 2월 23일에 확인함.
- “Portrait of Fath Ali Shah Seated”. 《hermitagemuseum.org》. 2019년 2월 20일에 확인함.
- “Sahih al-Bukhari 6205”. 《amrayn.com》. 2019년 2월 20일에 확인함.
- “Sahih al-Bukhari 6206”. 《amrayn.com》. 2019년 2월 20일에 확인함.
- “Strabo, Geography”. 《perseus.tufts.edu》. 2019년 2월 20일에 확인함.
- Tesfu, Julianna (2008). “Empress Zewditu (1876–1930)”. 《blackpast.org》. 2019년 2월 21일에 확인함.
- “The Court of Fath 'Ali Shah at the Nowrooz Salaam Ceremony”. 《rct.uk》. 2019년 2월 20일에 확인함.
- “Tušpa (Van)”. 《livius.org》. 2019년 2월 20일에 확인함.

틀:고대 메소포타미아 왕실 칭호